# الجيش الكبير

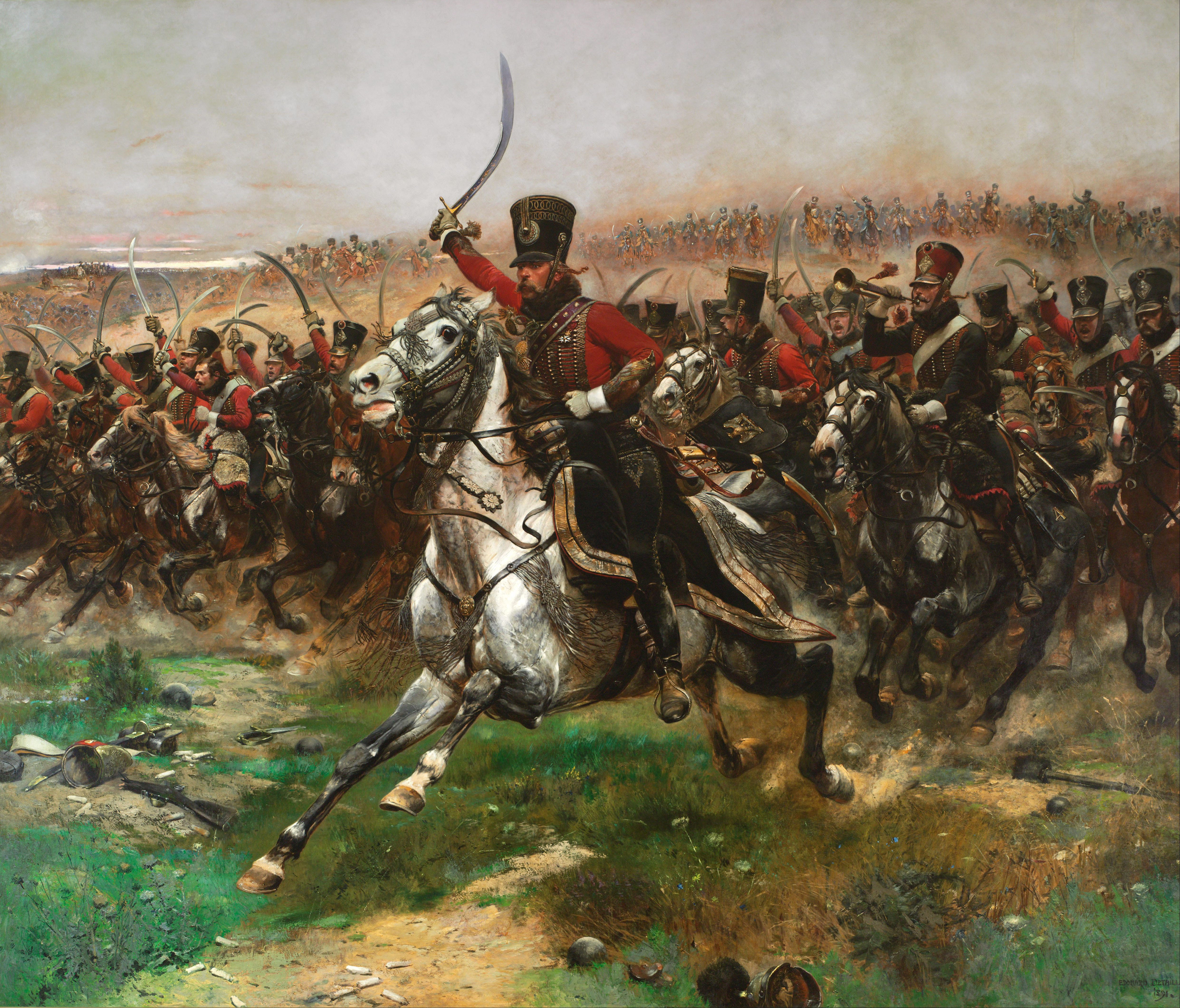
خَيالة الهوسار التابعة للجيش الكبير في معركة فريدلاند. بريشة إدوارد ديتايلي.

الجيش الكبير (بالفرنسية: la grande armée) هو الجيش الذي شارك في الحروب النابليونية من 1804 إلى 1815 تحت قيادة الإمبراطور الفرنسي نابليون الأول شارك في حرب التحرير الأسبانية وحروب الائتلاف الثالثة والرابعة والخامسة والسادسة والسابعة.
يتالف من حوالي 540,000 جندي يتوزعون كالتالي:
- 350000 جندي فرنسي وهولندي وبلجيكي
- 98000 من روسيا البيضاء بولندا ولتوانيا
- 35000 نمساوي
- 25000 ايطالي
- 24000 بافاري
- 20000 ساكسوني
- 20000 بروسي
- 17000 من ويستفاليا
- 15000 سويسري
- 6000 برتغالي
- 3500 كرواتي

و باستثناء النمساوين، البولنديون والبروسيون كانت الوحدات المختلطة تحت قيادة ضباط فرنسيون
وبسبب هذا الاختلاط بين القوات الفرنسية والقوات الاوربية الأخرى تحصل 150 ضابط غير فرنسي على رتبة جنرال وابرزهم المشير البولندي جوزيف بونياتوفسكي قائد الفيلق الرابع.
وقد احتوئ على 14 فيلق مشاة وفيلق فرسان كان بقيادة المشير يواكيم مورات أغلب الوقت
الحرس الامبراطوري والذي يعد جيش النخبة وتقريبا كل مارشالات الامبراطورية كانوا قادة فيالق فيه كناي. مرا.د سول.دافو. بونياتوفسكي.فيكتور.ماسينا.وحتى شقيق الإمبراطور جيروم بونابرت وغيرهم
فخلال الغزو الفرنسي لروسيا 1812 كان الجيش الكبير يتكون من أكثر من 600 الف جندي يتوزعون كالتالي
الحرس الامبراطوري مختلط بقيادة المشير لوفيبيف
الفليق الأول الفرنسي بقيادة المشير دافو
الفيلق الثاني المختلط بقيادة المشير اودينو
الفيلق الثالث المختلط بقيادة المشير ناي
الفيلق الرابع الإيطالي بقيادة نائب ملك إيطاليا يوجين دي بوازيه
الفيلق الخامس البولندي بقيادة المشير الأمير بونياتوفسكي
الفيلق السادس الألماني بقيادة ملك بافاريا
الفيلق السابع الألماني بقيادة ملك ساكسونيا
الفيلق الثامن بقيادة ملك ويستفاليا جيروم بونابرت
الفيلق التاسع المختلط احتياط بقيادة المشير فيكتور
الفيلق العاشر الفرنسي البروسي بقيادة المشير ماكدونالد
الفيلق النمساوي بقيادة الأمير شوتنبورغ

## معرض صور

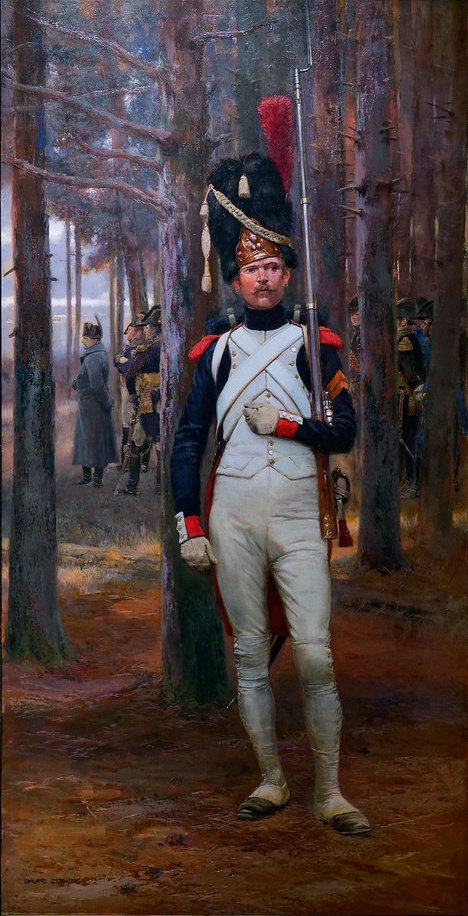
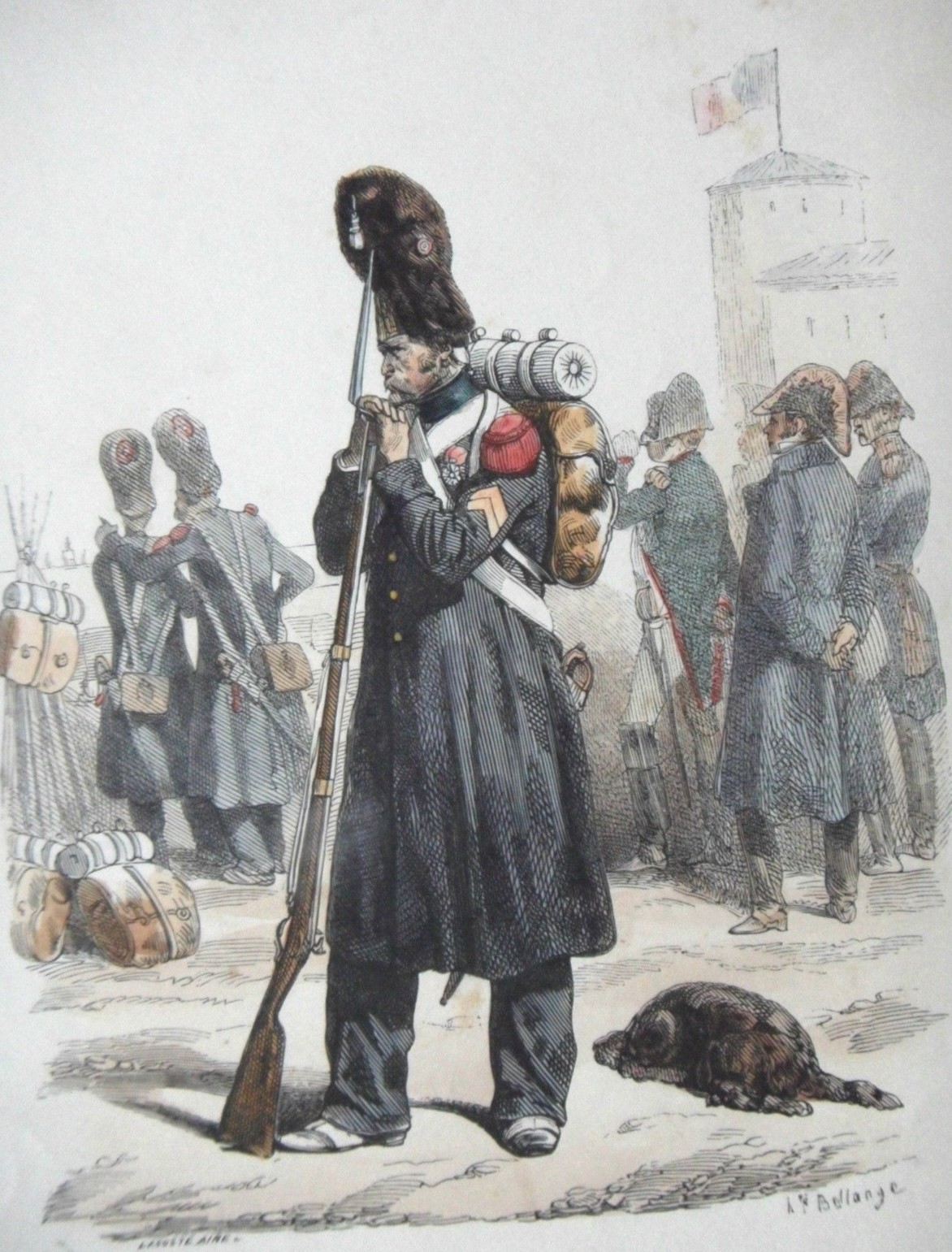
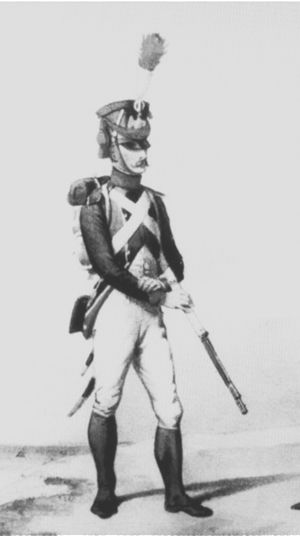
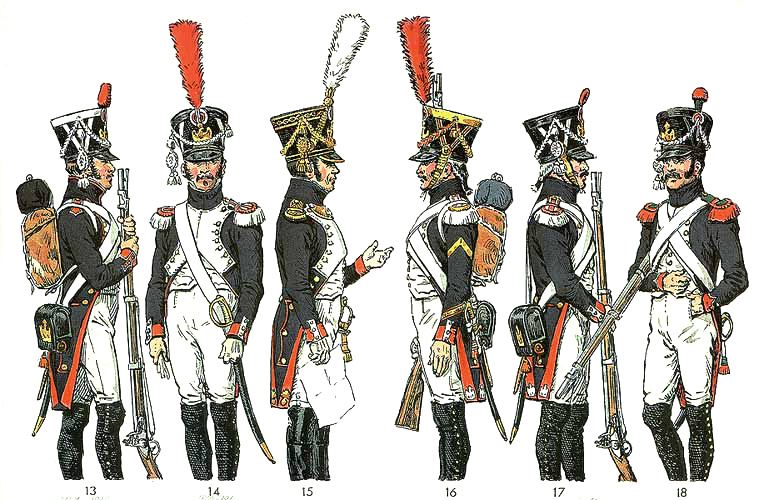

## وصلات داخلية
- فرنسا